# Osimo
Osimo, ancienne Vetus Auximum, est une ville italienne d'environ 34 701 habitants, située dans la province d'Ancône, dans la région des Marches, en Italie centrale.

## Toponymie
Il existe actuellement deux hypothèses sur l’origine du toponyme « Osimo ». Certains historiens, parmi lesquels le Grillantini, soutiennent que le nom dérive du terme grec αὑξάνω, confirmé ensuite par le latin « augeo » et puisque les deux verbes ont le sens d’augmenter, les chercheurs estiment qu’Osimo doit signifier « augmentation », c’est-à-dire le phénomène pour lequel une localité, grâce à sa position géographique favorable, subit au fil du temps un développement du point de vue urbain, économique, social et culturel.
Selon l’autre hypothèse, soutenue par des historiens tels que l’allemand Radke et Gino Vinicio Gentili, le toponyme aurait une origine umbro-sabine (donc liée aux peuples picènes), analogue au celtique « Uxama », qui signifie « haute », « élevée » : le nom serait donc d’indiquer la position géographique sur laquelle se trouve l’habitat, qui était autrefois beaucoup plus raide et difficile à atteindre qu’aujourd’hui.
Dans le dialecte local de la campagne, la ville est appelée Òsemo (ou Òsemu) ; aujourd’hui les habitants de la ville comme de la région l’appellent communément Òsimo.

## Géographie

### Territoire
Commune de taille moyenne à grande, Osimo s’étend sur un territoire vallonné. Son centre historique se dresse sur deux collines adjacentes, la plus haute d’entre elles, sur laquelle se trouve le dôme de la ville, est appelée Gòmero. L’enfoncement entre les deux collines, autrefois visible dans la ligne du centre historique, a été de plus en plus nivelé à chaque refonte du manteau.
Le terrain est assez fertile et favorise l’agriculture. À environ 3 km coule la rivière Musone. À une courte distance se trouve également la côte adriatique.

### Centre de ville
Juste à l’extérieur des murs du centre historique d’Osimo, deux quartiers sont reconnaissables:
Borgo San Giacomo, au nord-ouest d’Osimo;
Borgo Guarnieri (anciennement appelé Filello) : situé au sud du centre historique, juste à côté de la porte Musone. Le village est constitué d’une série de maisons autrefois toutes identiques, construites au XVIe siècle par la famille noble Guarnieri pour les personnes à son service.

### Hameaux
Osimo Stazione, Passatempo, Casenuove, Campocavallo, Padiglione, Abbadia, San Paterniano, Santo Stefano, San Biagio

### Communes limitrophes
Ancône, Camerano, Castelfidardo, Filottrano, Montefano, Offagna, Polverigi, Recanati, Santa Maria Nuova

## Histoire

### Origines
Les plus anciens témoignages archéologiques attestés dans le territoire d’Osimo proviennent de la basse vallée du Musone et de son affluent droit le Fiumicello : il s’agit de nombreux objets en silex ébréchés, découverts avec des os d’animaux et des cornes de cerf, datant du Paléolithique supérieur (40 000 à 12 000 ans). Au IXe siècle av. J.-C., sur la colline d’Osimo et sur l’altitude du mont San Pietro, les Piceni se sont installés, créant deux établissements distincts avec leur nécropole.

### L’Auximum romaine
Avec la bataille de Sentinum (aujourd’hui Sassoferrato) de 295 av.J-C, les Romains ont commencé la conquête du Picenum, impliquant également Osimo (Auximum) : en 173 av.J-C, il existe un témoignage, à travers un passage de l’historien Livio, que les censeurs Q. Fulvius Flaccus et A. Postumius Albinus ont commandé les murs de la Ville et décidé la construction de tabernae (boutiques) autour du forum. Compte tenu de l’inexpugnabilité du village et sa position centrale par rapport à la zone picéenne, les Romains décidèrent en -157 d’y détourner une colonie, inscrivant ses citoyens dans la tribu Velina.

### Haut Moyen Age
Au début du Moyen Âge, la ville a continué à jouer un rôle important dans le Picenum. Son rôle stratégique est mis en évidence par le fait que plusieurs moments importants de la guerre gréco-gothique (535-553) y ont eu lieu, c’est-à-dire cette partie de la campagne militaire complexe par laquelle l’empereur romain d’Orient Justinien I voulait réaffirmer la présence impériale dans la Méditerranée occidentale. Il faut rappeler en particulier le siège de 539, qui s’est terminé par la victoire des troupes impériales.
En 727-728, la ville fut conquise par les Lombards menés par le roi Liutprand qui en fit, avec Ancône, deux duchés directement sous ses ordres et des pôles névralgiques pour contrôler les ambitions expansionnistes du duc de Spoleto.

### Époque communale
Au début du XIIe siècle, la ville fut l’une des premières à devenir commune libre, acquérant une grande importance dans la Marche : pendant la longue période de lutte entre les Guelfes et les Gibelins, Osimo se trouva souvent aux côtés des seconds, tant qu’il soutint l’archevêque Chrétien de Mayence pendant le siège d’Ancône en 1172.
En tant que disciple de Manfred de Souabe, le pape priva la Ville en 1240 du siège épiscopal, qu’elle ne retrouva qu’en 1264 avec la défaite des Souabes. En 1316, à la suite de la révolte des frères Lippaccio et Andrea Gozzolini, la ville fut dominée par ces derniers. Mais en 1320, Osimo fut excommuniée à nouveau par le pape, qui la dépouilla également du titre de ville. Cela affaiblit beaucoup Osimo, et les citoyens, incités par les Guelfes, se révoltèrent et les frères furent contraints de quitter la ville en 1329. De retour peu après, les Gozzolini furent définitivement chassés le 13 juin 1337 par l’intervention de Malatesta Guastafamiglia, appelé au gouvernement par le peuple. Cependant, Malatesta devint bientôt capitaine des Florentins et quitta la ville. Ainsi les habitants d'Osimo appelèrent au gouvernement plusieurs condottieri pour ne pas devoir se soumettre encore à la domination papale et perdre leur autonomie.

### Les seigneurs et la papauté
L’Église a adopté une stratégie pacificatrice des légats pontificaux, en particulier du cardinal Egidio Albornoz, ainsi Osimo s’est réconcilié avec l’Église et, en 1368, elle a retrouvé le siège épiscopal et son titre de ville.
Cependant les luttes des différentes seigneuries avec l’Église ne cessèrent pas, en effet les Malatesta eurent la ville en alternance jusqu’en 1417, quand le pape Martin V les fit chasser par l’évêque d’Ancône. En 1433, Osimo est prise par Francesco Sforza, envoyé par Filippo Maria Visconti, duc de Milan, pour affaiblir le pouvoir papal, qui en fit le centre de ses opérations militaires dans les Marches; mais en 1443, approchant Alfonso V d’Aragon avec son armée pour les récupérer au pontife, les habitants d'Osimo se révoltèrent contre Sforza le 19 août et retournèrent sous la dépendance directe de l’Église.
En 1486 le capitaine de fortune d'Osimo, Boccolino di Guzzone, avec l’aide du peuple a réussi à s’emparer de la ville. Il a même fait appel au sultan Bayezid II pour obtenir son soutien contre le pape. Mais les troupes papales de Gian Giacomo Trivulzio réussirent à asservir la ville le 2 août 1487.
En 1487, la ville est définitivement retournée sous le contrôle de l’État pontifical, dont il a suivi les événements en perdant son autonomie pour toujours. Cette période pacifique, mais de stagnation, fut ravivée par l’institution du Collège Campana, qui rappela d’illustres enseignants et élèves, devenus ensuite célèbres, comme les papes Léon XII et Pie VIII.

### Occupation française et annexion ultérieure au royaume d’Italie
Pendant l’occupation napoléonienne, Osimo fut soumise par les Français et devint partie du département du Musone. En 1803, le vice-roi du royaume d’Italie Eugène de Beauharnais nomme les membres du conseil municipal de la ville : Scotta Paolo, Fiorenzi Luigi, Costici Saverio, Pranzetti Antonio, Ungarini Vincenzo, Cappanova Pietro, Francesconi Girolamo et Bonfigli Andrea.
Le gouvernement pontifical fut ensuite restauré, mais sa vie fut courte car bientôt de nombreux habitants, guidés par le comte Francesco Fiorenzi, prirent les armes et combattirent pour l’indépendance de l’Italie dans la célèbre bataille de Castelfidardo du 18 septembre 1860. Avec le plébiscite du mois de novembre suivant, Osimo est devenu partie intégrante du royaume d’Italie.

## Culture

### Monuments religieux
- Basilique Saint-Joseph-de-Cupertino : La basilique de San Giuseppe da Cupertino est un important sanctuaire catholique de la ville d’Osimo qui se dresse sur la place principale du centre-ville et conserve à l’intérieur les dépouilles du célèbre et fantasque Giuseppe da Cupertino, frère franciscain, patron d’Osimo
- Cathédrale d'Osimo : La concattedrale de San Leopardo (localement nommé le Domo) est l’église principale d’Osimo, située sur la colline la plus haute de la ville, appelée Gòmero. De style roman-gothique en pierre blanche, elle fait partie de l’archidiocèse d’Ancône-Osimo.
- Grottes d'Osimo : complexe de grottes, de tunnels, de puits et de couloirs souterrains artificiels creusés et sculptés par endroit dans la roche tufacée, qui s'étendent à travers la ville d'Osimo.

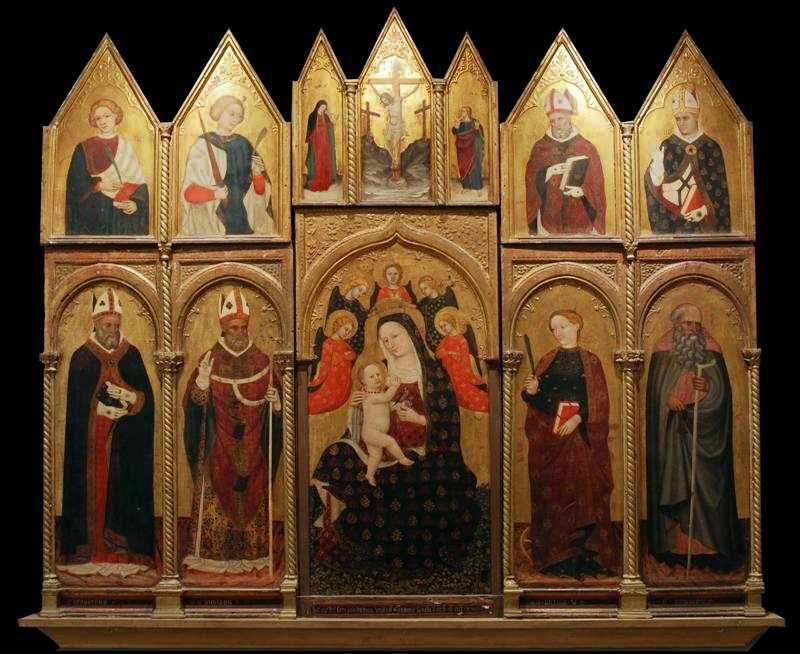
Le Polyptyque de Pietro di Domenico da Montepulciano au musée diocésain de la ville

- Musée diocésain d'Osimo : Le musée diocésain d’Osimo est le musée d’art sacré de la ville d’Osimo (AN) situé à proximité de la cathédrale Saint-Léopard et aménagé dans les anciens appartements épiscopaux ; il rassemble une série de témoignages qui illustrent bien l’histoire de la communauté osimanienne depuis l’époque romaine jusqu’à nos jours. Des œuvres de différents genres sont exposées : des objets en marbre d’époque médiévale (comme la plaque tombale de saint Vitaliano du VIIIe siècle et le merveilleux dossier de chaire épiscopale du XIIIe siècle) aux peintures de différentes époques, Parmi eux, le polyptyque de 1418 de Pietro di Domenico da Montepulciano (ci-contre) et une Vierge à l’enfant et les saints réalisée en 1585 par Simone De Magistris. Une section à part est consacrée audit "trésor" de la cathédrale, qui rassemble des parements liturgiques et des orfèvreries appartenant aux différents évêques : une mention particulière mérite le Reliquaire de la Sainte Croix attribué au Bernin, et qui, selon la tradition, contient un éclat de la croix du Seigneur.

### Monuments civils
- Musée civique d'Osimo : Beaucoup d’œuvres d'art du Musée proviennent de la collection civique, d’autres ont été récupérées dans des églises en mauvais état, d’autres encore (appartenant pour la plupart à la section moderne) ont été donnés par des particuliers : ils couvrent une période très vaste, allant du XIIIe siècle  (comme la sculpture de la Vierge avec l’enfant et les anges) jusqu’au XXe siècle, avec des toiles d'artistes locaux. Parmi les œuvres les plus importantes, on trouve : Le Couronnement de la Vierge et des Saints, polyptyque d’Antonio et Bartolomeo Vivarini (1464), les fresques du XIVe siècle d’Andrea di Deolao de' Bruni (dit Andrea da Bologna), les peintures de Claudio Ridolfi et un S. Francesco d’Assise attribué par Vittorio Sgarbi au Guercino.
- Palais communal : palais inauguré au XIIIe siècle et remanié au XVIe siècle
- Palais Campana : palais du XVIIe remanié au XVIIIe siècle  par Andrea Vici, élève de Luigi Vanvitelli
- Palais Gallo : palais du XVIIe siècle avec des fresques du Pomanrancio
- Théâtre la Nuova Fenice : théâtre de 450 places inauguré en 1892.
- Villas d’époque : Le territoire d’Osimo est riche en villas patriciennes, maisons de chasse et résidences d’été nobles. Parmi celles-ci, les principales sont la villa Briganti-Bellini, la villa Bigatti (anciennement Frampolli), la villa Blasi, la villa Borromei, la villa Leopardi-Dittaiuti (à Monte Santo Pietro), la villa Egidi, la villa Fiorenzi (à Monte Cerno), la villa Frampolli, la villa Gallo, la villa Honorati, la villa Montegallo, villa Nappi, villa Orsi Fagioli (Cont’Orsi), villa Simonetti, villa Sinibaldi et villa ex Zoppi.
- La Fonte Magna d’Osimo est l’une des plus anciennes fontaines monumentales de la région des Marches. Sa construction est attestée entre le premier siècle av. et le premier siècle après JC. et est située au nord sur une pente de grès à l’abri des murs romains donnant sur la vallée de l’Aspio vers le promontoire du Mont Conero.
- Le Jardin de la Ville : le sommet de la Ville est terminé par un superbe jardin ouvrant sur les paysages des Marches et sur la chaîne des Apennins.

## Personnalités liées à la commune
- Vitalien d'Osimo, saint catholique et évêque de la ville, mort à Osimo.
- Sylvestre Guzzolini, saint catholique, fondateur de l'ordre des Sylvestrins, né à Osimo.
- Joseph de Cupertino, saint catholique, franciscain, dont le corps repose dans la basilique Saint-Joseph-de-Cupertino.
- Antonio Veneziano a peint dans la basilique de san Giuseppe da Cupertino.

## Administration

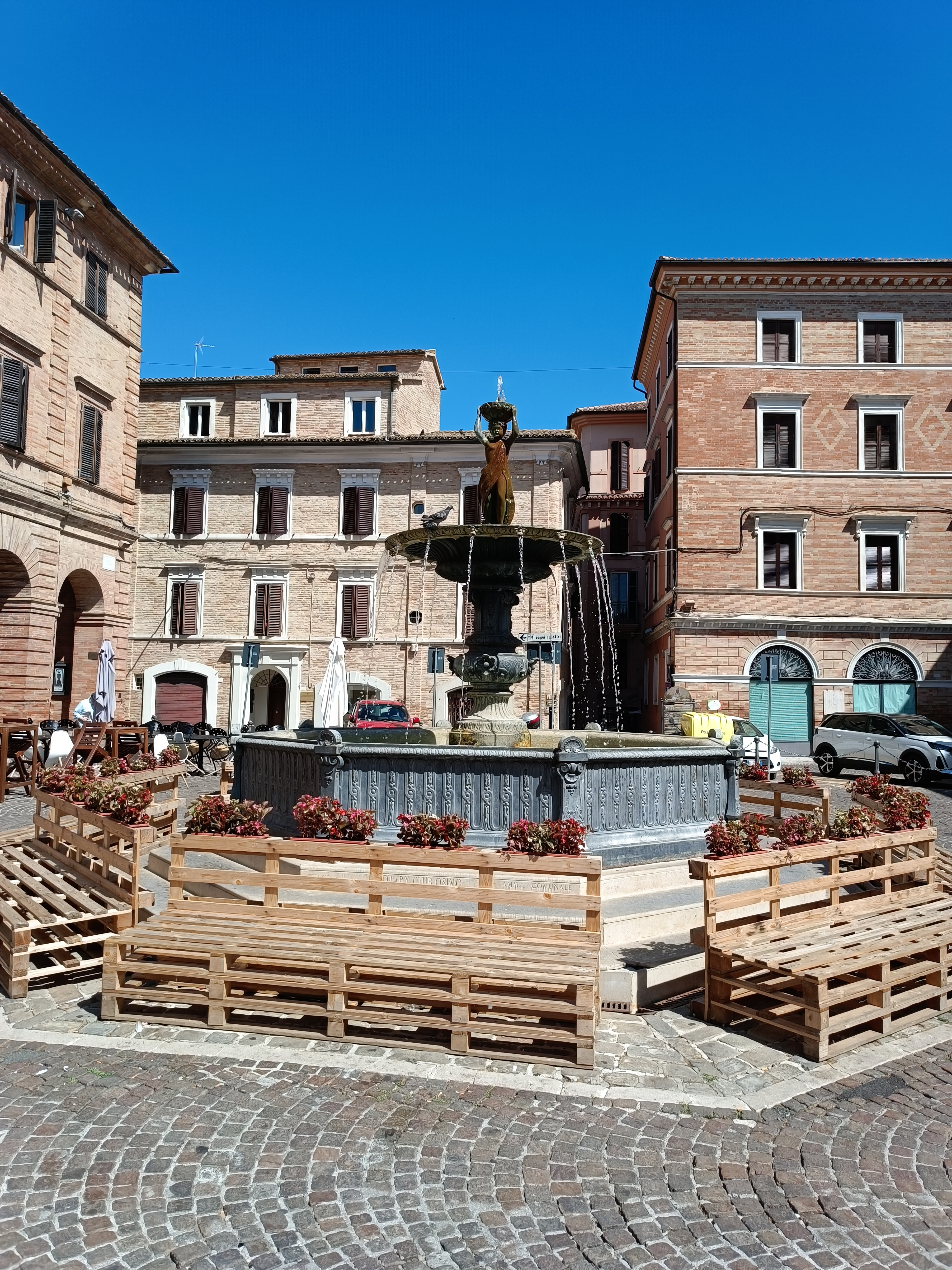
Fontaine de la place Boccolino.

| Période                                  | Période   | Identité          | Étiquette              | Qualité |
| ---------------------------------------- | --------- | ----------------- | ---------------------- | ------- |
| juin 1999                                | juin 2009 | Dino Latini       | Alliance pour l'Italie |         |
| juin 2009                                | juin 2014 | Stefano Simoncini | Alliance pour l'Italie |         |
| juin 2014 (réélu en 2019)                | juin 2024 | Simone Pugnaloni  | PD                     |         |
| juin 2024                                | En cours  | Francesco Pirani  | Centre droit           |         |
| Les données manquantes sont à compléter. |           |                   |                        |         |

### Évolution démographique
Habitants recensés

### Articles liés
- Liste des villes italiennes de plus de 25 000 habitants
- Traité d'Osimo